# ده مستیخون
ده مستیخون، روستایی از توابع بخش مرکزی شهرستان زهک در استان سیستان و بلوچستان ایران استده مستی خو
دهی است از بخش پشت آب شهرستان زابل. واقع در ۱۵هزارگزی جنوب خاوری بنجار و ۳هزارگزی راه فرعی بند زهک به زابل. آب آن از رودخانهٔ هیرمند تأمین می‌شود. (از فرهنگ جغرافیایی ایران ج ۸). با تحقیق و پرس و جو از تاریخ و افراد مطلع مستی خان و حسن خان حداقل در صدو هفتاد سال قبل می‌زیسته‌اند و به لفظ زابلی حسن خو و مستی خو گفته می‌شدند که بعدها در نامگذاری روستاها به اشتباه حسن خون و مستی خون ثبت شده‌اند
نام این ده از مستی خان ف سردار دوست محمد قربان علی کوچک گرفته شده مستی خان و حسن خان و هیبت خان از جمله فرزندان دوستمحمد بوده‌اند که نام قدیم روستاهایی در سیستان از انهاست. قبل از نامگذاری این روستاها منطقه بنام علی اکبر عموی آنها شناخته می‌شده این روستاها در گذشته بخشی از منطقه پشت زره سیستان باستان محسوب می‌شدند؛ و شجره مستی خان و هیبت خان و علم خان و حسن خان به خیرالدین بازگیر از پهلوانان نامی پشت زره سیستان باستان ختم می‌شود که در کتاب احیالملوک وصف آنها به پهلوانی آمده..

## جمعیت
این روستا در دهستان زهک قرار دارد و براساس سرشماری مرکز آمار ایران در سال ۱۳۸۵، جمعیت آن ۲۷۶ نفر (۵۷خانوار) بوده‌است.